# Tour des Flandres 1940
Le Tour des Flandres 1940 est la 24e édition du Tour des Flandres. La course a lieu le 31 mars 1940, avec un départ à Gand  et une arrivée à Wetteren sur un parcours de 211 kilomètres.
Le vainqueur final est le coureur belge Achiel Buysse, qui s’impose en solitaire à Wetteren. Les Belges Georges Christiaens et Briek Schotte complètent le podium.

## Monts escaladés
- Quaremont (Nouveau Quaremont)
- Kruisberg
- Edelareberg

## Classement final
|    | Coureur               | Pays     | Équipe             | Temps           |
| -- | --------------------- | -------- | ------------------ | --------------- |
| 1  | Achiel Buysse         | Belgique | Dilecta-Wolber     | 6 h 02 min 00 s |
| 2  | Georges Christiaens   | Belgique | Helyett-Hutchinson | + 20 s          |
| 3  | Briek Schotte         | Belgique | Groene Leeuw       | + 20 s          |
| 4  | Albert Hendrickx      | Belgique | Labor              | + 1 min 15 s    |
| 5  | Jan Staeren           | Belgique | Labor              | + 4 min 15 s    |
| 6  | Armand Gilles         | Belgique | Alcyon-Dunlop      | + 4 min 30 s    |
| 7  | Albert Dubuisson      | Belgique | Helyett-Hutchinson | + 4 min 35 s    |
| 8  | Petrus van Teemsche   | Belgique |                    | + 4 min 35 s    |
| 9  | Albert van Wesemael   | Belgique |                    | + 4 min 35 s    |
| 10 | Cyriel Van Overberghe | Belgique | Pélissier          | + 4 min 35 s    |